# エクスプレストラム
エクスプレストラム（英: ExpressTram）、連絡シャトルは、アメリカ合衆国ミシガン州ロムルスにあるデトロイト・メトロポリタン・ウェイン・カウンティ空港にて運行されている全自動無人運転鉄道システムである。2002年2月24日、同空港のマクナマラ・ターミナルとともに開業し運行を開始した。同ターミナルにはこの空港をハブ空港とするデルタ航空が就航している。
無人運転のシステムは、世界で2番目に長い空港コンコースである、デトロイト・メトロ空港エドワード・H・マクナマラ・ターミナルのAコンコースに沿って旅客を輸送している。

## 工業技術
当システムは、その後解散したオーティス・エレベータ・カンパニーおよびポマの合弁ベンチャー企業である、ポマ＝オーティス・トランスポーテーション・システムズによる専用設計であった。
導入はオーティス・エレベータ・カンパニーによって行われており、かつオーティスが現在も当システムの運行および維持を行っている。
当システムは、メインフロアより6.4mの上を運行しており、ホバークラフトのようなエアクッション上に乗った、2つのケーブル駆動トラムから成る。
各トラムは2両の車両から成っており、一度に最高208人の旅客を運ぶことができる。
APM業界においてガイドウェイと呼ばれるトラックは、延長1,100 m以上となっている。
当システムはまた、駅およびコンコース全体の至る所で情報ディスプレイが配置されている。
これらの情報掲示板では、2つのトラム位置を示すトラック表示および次のトラムが一番近い駅を出発するまでの時間を含んでいる。
駅構内およびトラム内のLEDディスプレイでは、例えば次の目的地などの旅客情報を提供している。
事前に録音された男性の声は、情報および警告を音声にて伝えている。

## ルート
エクスプレストラムは、Aコンコースに沿って3つの駅が設置されている。
コンコース端の駅は、ノース駅（ゲートA56-A78に接続）およびサウス駅（ゲートA1-A28に接続）と通称されている。
中央駅はゲートA29-A55、手荷物受取所、地上交通、BコンコースおよびCコンコースに接続する。正式名はターミナル駅であり、手荷物受取所、航空会社のチェックインカウンターおよび地上交通施設を収容するメインターミナルビルのそのすぐ近くを拠点としている。
車両基地は北駅の先に設置されている。
当システムの主な基幹施設は、バイパスに接する1つのガイドウェイから成っている。中央駅には2つの列車が行き違いできる待避線があり、待避する列車は本線から待避線へ分岐する。待避線は、中央駅を越えてから再び本線に合流している。
運行ソフトウェアは、トラムが同時に中央駅に同時に到着させようとしたが、これは必須ではない。トラムが同期を失う場合には、たびたび旅客が引き起こす遅延のケースのように、中央駅に到着する最初の車両は対向車が待避線に入るまで駅で待機し、進路の開通を待ってから出発する。

## ギャラリー

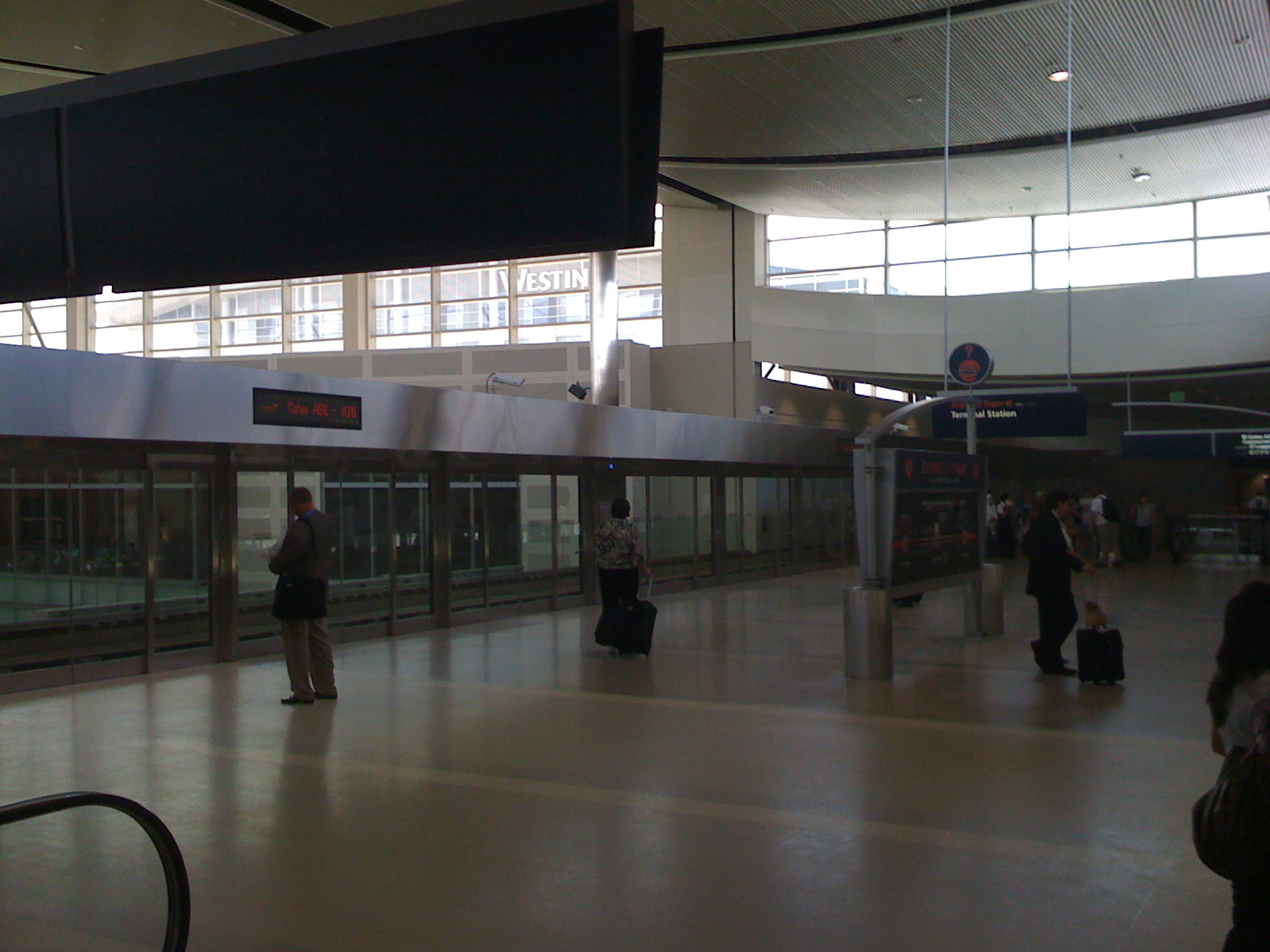
ターミナル駅
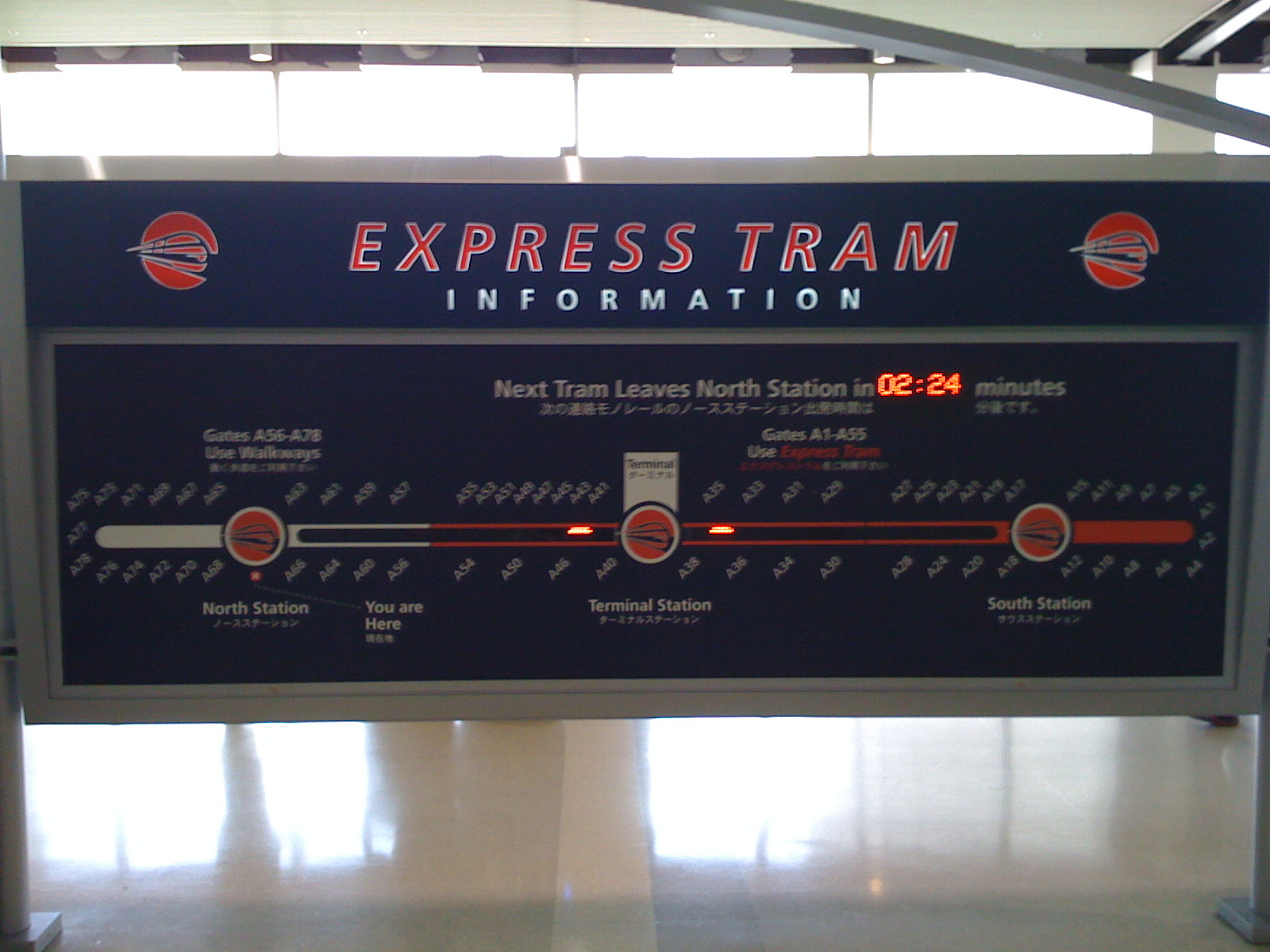
コンコース全体に配置されたエクスプレストラム情報掲示板
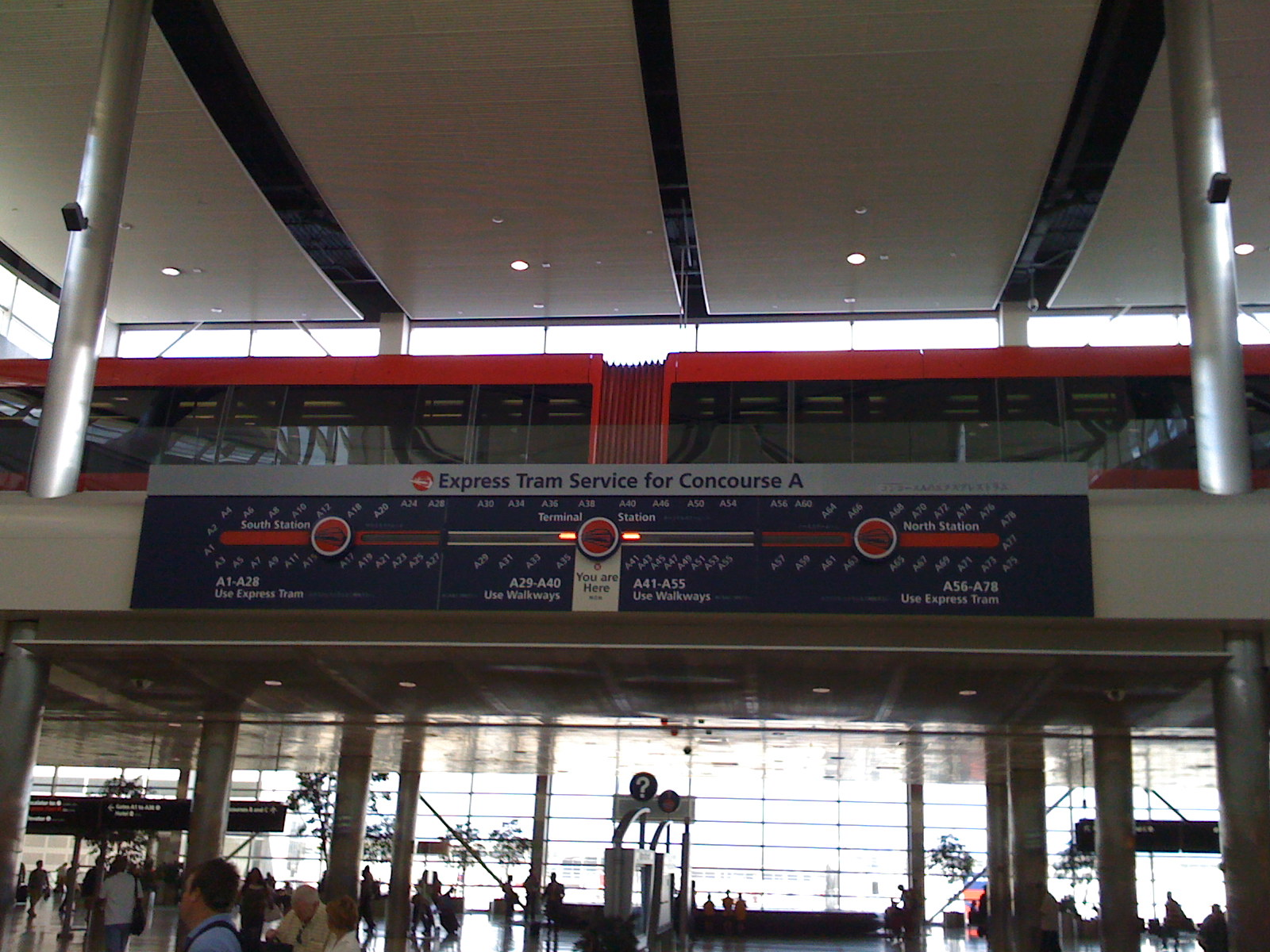
ターミナル駅のトラム
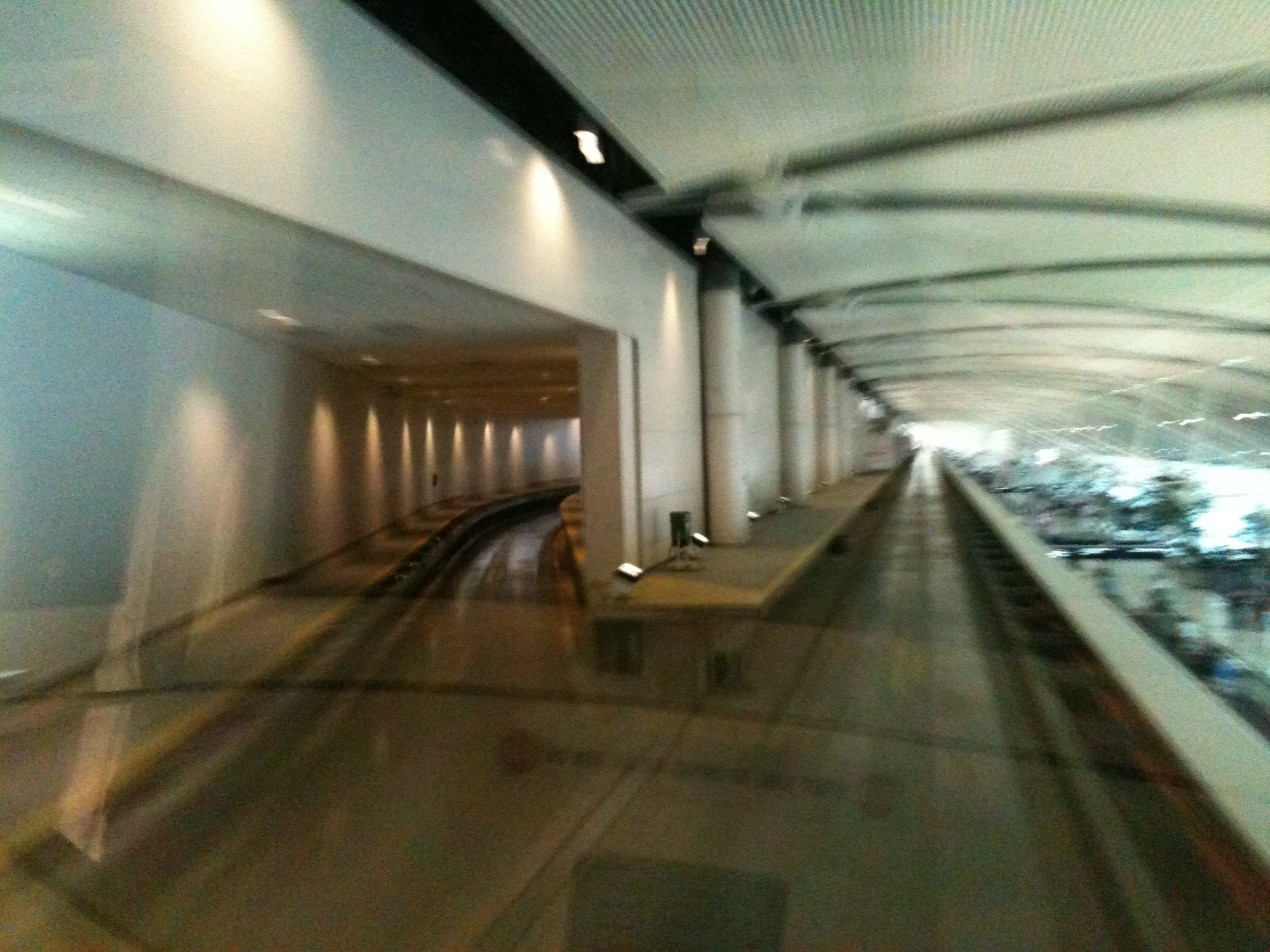
ターミナル駅のセンター・バイパス